# Рослини Черкаської області, занесені до Червоної книги України
Список рослин Черкаської області, занесених до Червоної книги України.

## Статистика
До списку входить 89 видів рослин, з них:
- Судинних рослин — 67;
- Мохоподібних — 3;
- Водоростей — 7;
- Лишайників — 1;
- Грибів — 11.

Серед них за природоохоронним статусом: 
- Вразливих — 42;
- Рідкісних — 22;
- Недостатньо відомих  — 0;
- Неоцінених — 17;
- Зникаючих — 8;
- Зниклих у природі — 0;
- Зниклих — 0.

## Список видів
| № п/п | Українська назва виду                                                                    | Латинська назва виду                                              | Природоохоронний статус | Група           |
| ----- | ---------------------------------------------------------------------------------------- | ----------------------------------------------------------------- | ----------------------- | --------------- |
| 1     | Альдрованда пухирчаста                                                                   | Aldrovanda vesiculosa L.                                          | Рідкісний               | Судинні рослини |
| 2     | Астрагал піщаний                                                                         | Astragalus arenarius L.                                           | Вразливий               | Судинні рослини |
| 3     | Астрагал шерстистоквітковий                                                              | Astragalus dasyanthus Pall.                                       | Вразливий               | Судинні рослини |
| 4     | Баранець звичайний                                                                       | Huperzia selago (L.) Bernh. ex Schrank et Mart.                   | Неоцінений              | Судинні рослини |
| 5     | Батрахоспермум драглистий                                                                | Batrachospermum gelatinosum (L.) DC.                              | Рідкісний               | Водорості       |
| 6     | Брандушка різнобарвна (пізньоцвіт різнобарвний)                                          | Bulbocodium versicolor (Ker Gawl.) Spreng.                        | Вразливий               | Судинні рослини |
| 7     | Бруслина карликова                                                                       | Euonymus nana М. Bieb.                                            | Вразливий               | Судинні рослини |
| 8     | Булатка довголиста                                                                       | Cephalanthera longifolia (L.) Fritsch                             | Рідкісний               | Судинні рослини |
| 9     | Булатка червона                                                                          | Cephalanthera rubra (L.) Rich.                                    | Рідкісний               | Судинні рослини |
| 10    | Верба Старке                                                                             | Salix starkeana Willd.                                            | Вразливий               | Судинні рослини |
| 11    | Вовче лико пахуче (боровик)                                                              | Daphne cneorum L.                                                 | Вразливий               | Судинні рослини |
| 12    | Водяний горіх плаваючий                                                                  | Trapa natans L. s.l.                                              | Неоцінений              | Судинні рослини |
| 13    | Галеропсис пустельний                                                                    | Muscari botryoides (L.) Mill.                                     | Зникаючий               | Гриби           |
| 14    | Генедієла Гайма                                                                          | Hennediella heimii (Hedw.) R.H. Zander                            | Рідкісний               | Мохоподібні     |
| 15    | Герицій коралоподібний                                                                   | Hericium coralloides (Fr.) Gray                                   | Вразливий               | Гриби           |
| 16    | Гніздівка звичайна                                                                       | Neottia nidus-avis (L.) Rich.                                     | Неоцінений              | Судинні рослини |
| 17    | Горицвіт весняний                                                                        | Adonis vernalis L.                                                | Неоцінений              | Судинні рослини |
| 18    | Грифола листувата                                                                        | Grifola frondosa (Dicks.: Fr.) Gray                               | Вразливий               | Гриби           |
| 19    | Гронянка багатороздільна                                                                 | Botrychium multifidum (S.G.Gmel.) Rupr.                           | Рідкісний               | Судинні рослини |
| 20    | Гронянка півмісяцева (ключ-трава)                                                        | Botrychium lunaria (L.) Sw.                                       | Вразливий               | Судинні рослини |
| 21    | Гронянка ромашколиста                                                                    | Botrychium matricariifolium (A.Braun ex Döll) W.D.J.Koch          | Зникаючий               | Судинні рослини |
| 22    | Жировик Льозеля                                                                          | Liparis loeselii (L.) Rich.                                       | Вразливий               | Судинні рослини |
| 23    | Змієголовник Рюйша                                                                       | Dracocephalum ruyschiana L.                                       | Неоцінений              | Судинні рослини |
| 24    | Зморшок степовий                                                                         | Morchella steppicola Zerova.                                      | Рідкісний               | Гриби           |
| 25    | Зморшок товстоногий                                                                      | Morchella crassipes (Vent.) Pers                                  | Рідкісний               | Гриби           |
| 26    | Зозулині сльози яйцеподібні                                                              | Listera ovata (L.) R.Br.                                          | Неоцінений              | Судинні рослини |
| 27    | Зозульки м'ясочервоні (пальчатокорінник м'ясочервоний)                                   | Dactylorhiza incarnata (L.) Soy s.l.                              | Вразливий               | Судинні рослини |
| 28    | Зозульки травневі (пальчатокорінник травневий)                                           | Dactylorhiza majalis (Rchb.) P.F.Hunt et Summerhayes s.l.         | Рідкісний               | Судинні рослини |
| 29    | Кальдезія білозоролиста                                                                  | Caldesia parnassifolia (L.) Parl.                                 | Зникаючий               | Судинні рослини |
| 30    | Клаваріадельф товкачиковий                                                               | Clavariadelphus pistillaris (L.) Donk                             | Рідкісний               | Гриби           |
| 31    | Клокичка периста                                                                         | Staphylea pinnata L.                                              | Рідкісний               | Судинні рослини |
| 32    | Ковила волосиста                                                                         | Stipa capillata L.                                                | Неоцінений              | Судинні рослини |
| 33    | Ковила вузьколиста                                                                       | Stipa tirsa Steven                                                | Вразливий               | Судинні рослини |
| 34    | Ковила дніпровська                                                                       | Stipa borysthenica Klokov ex Prokudin                             | Вразливий               | Судинні рослини |
| 35    | Ковила найкрасивіша                                                                      | Stipa pulcherrima K. Koch                                         | Вразливий               | Судинні рослини |
| 36    | Ковила пірчаста                                                                          | Stipa pennata L.                                                  | Вразливий               | Судинні рослини |
| 37    | Ковила пухнастолиста                                                                     | Stipa dasyphylla (Czern. ex Lindem.) Trautv.                      | Вразливий               | Судинні рослини |
| 38    | Конардія компактна                                                                       | Conardia compacta (Drumm.ex Müll. Hal.) H. Rob.                   | Рідкісний               | Мохоподібні     |
| 39    | Коручка болотна                                                                          | Epipactis palustris (L.) Crantz                                   | Вразливий               | Судинні рослини |
| 40    | Коручка темно-червона                                                                    | Epipactis atrorubens (Hoffm. ex Bernh.) Besser                    | Вразливий               | Судинні рослини |
| 41    | Коручка чемерникоподібна (коручка широколиста)                                           | Epipactis helleborine (L.) Crantz                                 | Неоцінений              | Судинні рослини |
| 42    | Косарики тонкі                                                                           | Gladiolus tenuis M.Bieb.                                          | Вразливий               | Судинні рослини |
| 43    | Косарики черепитчасті                                                                    | Gladiolus imbricatus L.                                           | Вразливий               | Судинні рослини |
| 44    | Ксантопармелія грубозморшкувата, неофусцелія грубозморшкувата, пармелія грубозморшкувата | Xanthoparmelia ryssolea (Ach.) O. Blanco et al.                   | Вразливий               | Лишайники       |
| 45    | Лілія лісова                                                                             | Lilium martagon L.                                                | Неоцінений              | Судинні рослини |
| 46    | Любка дволиста                                                                           | Platanthera bifolia (L.) Rich.                                    | Неоцінений              | Судинні рослини |
| 47    | Любка зеленоквіткова                                                                     | Platanthera chlorantha (Cust.) Rchb.                              | Рідкісний               | Судинні рослини |
| 48    | Мутин собачий                                                                            | Mutinus caninus (Huds.) Fr.                                       | Рідкісний               | Гриби           |
| 49    | Мухомор щетинистий                                                                       | Amanita solitaria (Bull.) Fr.                                     | Зникаючий               | Гриби           |
| 50    | М'якух болотний (хаммарбія болотна)                                                      | Hammarbya paludosa (L.) O.Kuntze                                  | Зникаючий               | Судинні рослини |
| 51    | Неотіанта каптурувата                                                                    | Neottianthe cucullata (L.) Schlechter                             | Зникаючий               | Судинні рослини |
| 52    | Неотінея обпалена (зозулинець обпалений)                                                 | Neotinea ustulata (L.) R.M. Bateman, Pridgeon et M.W. Chase       | Зникаючий               | Судинні рослини |
| 53    | Нітела найтонша                                                                          | Nitella tenuissima (Desv.) Kütz.                                  | Рідкісний               | Водорості       |
| 54    | Нітелопсіс притуплений                                                                   | Nitellopsis obtusa (Desv. inLoisel) J. Groves                     | Рідкісний               | Водорості       |
| 55    | Осока дводомна                                                                           | Carex dioica L.                                                   | Вразливий               | Судинні рослини |
| 56    | Педіаструм Каврайського                                                                  | Pediastrum kawraiskyi Schmidle                                    | Вразливий               | Водорості       |
| 57    | Півники борові                                                                           | Iris pineticola Klokov                                            | Вразливий               | Судинні рослини |
| 58    | Півники сибірські                                                                        | Iris sibirica L.                                                  | Вразливий               | Судинні рослини |
| 59    | Підсніжник білосніжний (підсніжник звичайний)                                            | Galanthus nivalis L.                                              | Неоцінений              | Судинні рослини |
| 60    | Підсніжник складчастий                                                                   | Galanthus plicatus M.Bieb.                                        | Вразливий               | Судинні рослини |
| 61    | Плаун річний                                                                             | Lycopodium annotinum L.                                           | Вразливий               | Судинні рослини |
| 62    | Плаунець заплавний (лікоподієлла заплавна)                                               | Lycopodiella inundata (L.) Holub                                  | Рідкісний               | Судинні рослини |
| 63    | Плодоріжка болотна (зозулинець болотний)                                                 | Anacamptis palustris (Jacq.) R.M. Bateman, Pridgeon et M.W. Chase | Вразливий               | Судинні рослини |
| 64    | Плодоріжка рідкоквіткова (зозулинець рідкоквітковий)                                     | Anacamptis laxiflora (Lam.) R.M. Bateman, Pridgeon et M.W. Chase  | Вразливий               | Судинні рослини |
| 65    | Плодоріжка салепова (зозулинець салеповий)                                               | Anacamptis morio (L.) R.M. Bateman, Pridgeon et M.W. Chase        | Вразливий               | Судинні рослини |
| 66    | Пухирник малий                                                                           | Utricularia minor L.                                              | Вразливий               | Судинні рослини |
| 67    | Пухирник середній                                                                        | Utricularia intermedia Hayne                                      | Вразливий               | Судинні рослини |
| 68    | Ранник весняний                                                                          | Scrophularia vernalis L.                                          | Вразливий               | Судинні рослини |
| 69    | Росичка англійська (росичка довголиста)                                                  | Drosera anglica Huds.                                             | Вразливий               | Судинні рослини |
| 70    | Рябчик малий                                                                             | Fritillaria meleagroides Patrinex Schult. et Schult.f.            | Вразливий               | Судинні рослини |
| 71    | Рябчик руський                                                                           | Fritillaria ruthenica Wikstr.                                     | Вразливий               | Судинні рослини |
| 72    | Сальвінія плаваюча                                                                       | Salvinia natans (L.) All.                                         | Неоцінений              | Судинні рослини |
| 73    | Скополія карніолійська                                                                   | Scopolia carniolica Jacq.                                         | Неоцінений              | Судинні рослини |
| 74    | Сокироносиця струнка (вязіль стрункий)                                                   | Securigera elegans (Pančić) Lassen                                | Вразливий               | Судинні рослини |
| 75    | Сон великий                                                                              | Pulsatilla grandis Wender.                                        | Вразливий               | Судинні рослини |
| 76    | Сон лучний (сон чорніючий, сон богемський)                                               | Pulsatilla pratensis (L.) Mill. s.l.                              | Неоцінений              | Судинні рослини |
| 77    | Сон розкритий                                                                            | Pulsatilla patens (L.) Mill. s.l.                                 | Неоцінений              | Судинні рослини |
| 78    | Стигеоклоніум пучкуватий                                                                 | Stigeoclonium fasciculare Kütz.                                   | Вразливий               | Водорості       |
| 79    | Строчок Слоневського                                                                     | Gyromitra slonevskii Heluta                                       | Рідкісний               | Гриби           |
| 80    | Толіпела проліферуюча                                                                    | Tolypella prolifera (Ziz. ex A.Braun) Leonhar.                    | Рідкісний               | Водорості       |
| 81    | Торея найрозгалуженіша                                                                   | Thorea ramosissima Bory                                           | Рідкісний               | Водорості       |
| 82    | Тортула Ранда                                                                            | Tortula randii (Kenn.) R.H.Zander                                 | Рідкісний               | Мохоподібні     |
| 83    | Трутовик зонтичний                                                                       | Polyporus umbellatus (Pers.) Fr.                                  | Рідкісний               | Гриби           |
| 84    | Трюфель літній, трюфель їстівний                                                         | Solenanthus biebersteinii DC.                                     | Зникаючий               | Гриби           |
| 85    | Тюльпан дібровний                                                                        | Tulipa quercetorum Klokovet Zoz                                   | Вразливий               | Судинні рослини |
| 86    | Цибуля ведмежа (черемша)                                                                 | Allium ursinum L.                                                 | Неоцінений              | Судинні рослини |
| 87    | Цибуля круглонога                                                                        | Allium sphaeropodum Klokov                                        | Вразливий               | Судинні рослини |
| 88    | Чина ряба, чина венеціанська                                                             | Lathyrus venetus (Mill.) Wohlf.                                   | Вразливий               | Судинні рослини |
| 89    | Шафран сітчастий                                                                         | Crocus reticulatus Steven ex Adams                                | Неоцінений              | Судинні рослини |